# Doryopteris
Doryopteris es un género con 98 especies descritas y 28 aceptadas de helechos perteneciente a la familia Pteridaceae. 

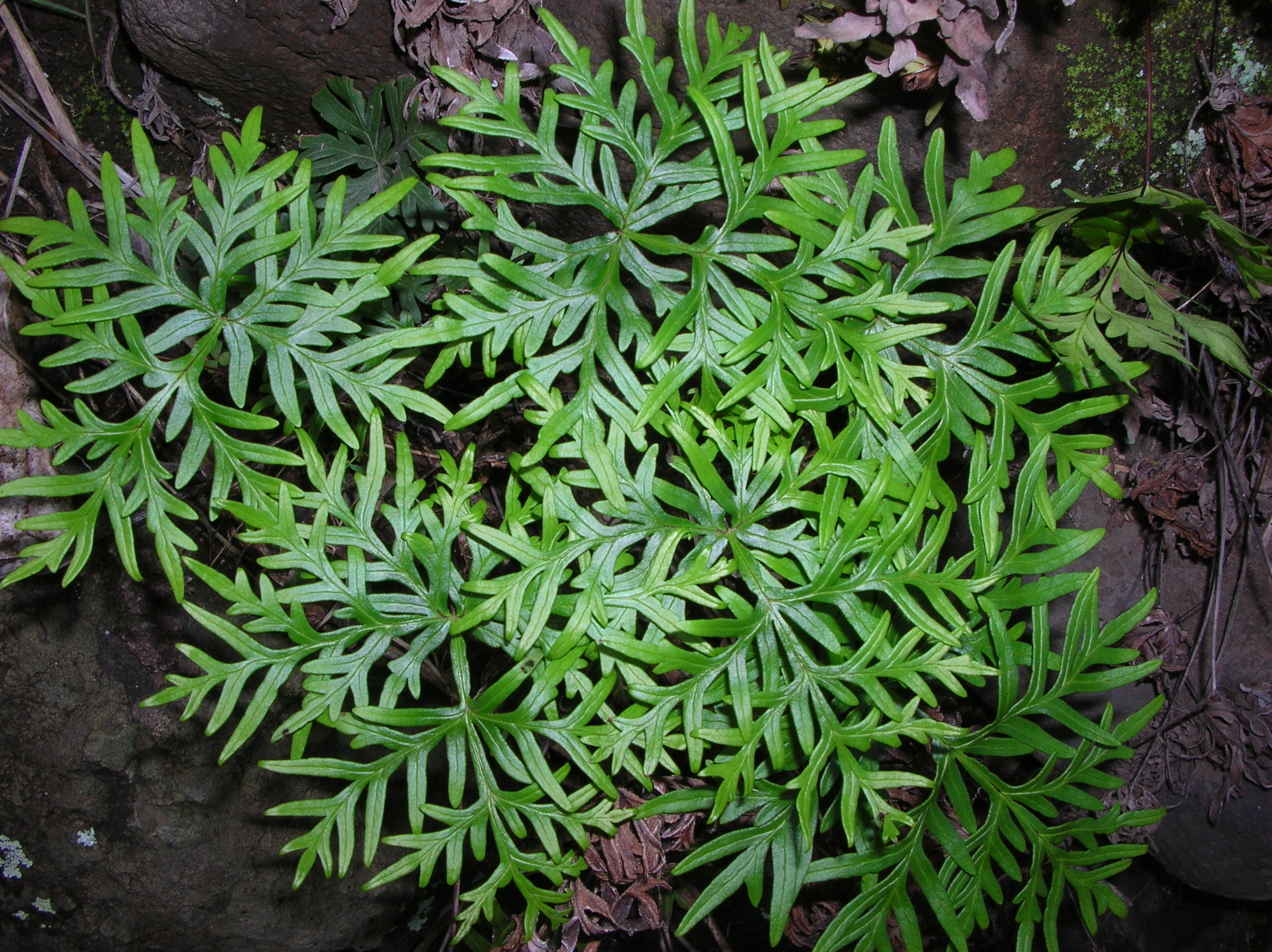
Doryopteris decipiens

## Descripción
Son helechos terrestres o rupícolas; con rizoma erecto, escamoso, las escamas estrechamente lanceoladas, bicoloras con un centro oscuro y ancho, los bordes pardo claro; hojas monomorfas a casi dimorfas; pecíolo con 1 o 2 haces vasculares, pardo a negro, terete o aplanado adaxialmente, en este caso acompañado por bordes o emarginaciones laterales estrechas; lámina generalmente pedata y pentagonal, raramente cordiforme, deltada o reniforme, cartácea a coriácea, glabra; nervaduras generalmente oscurecidas por la gruesa lámina; areoladas o (en dos especies) libres, las aréolas sin nérvulos incluidos, los soros continuos a lo largo del margen en una nervadura comisural submarginal; indusio formado por el margen foliar reflexo; esporangios con un pedicelo 1-3 veces tan largo como las cápsulas; parafisos ausentes; esporas tetraédrico-globosas; el número cromosomático es de: x=30. 
Doryopteris se caracteriza por los pecíolos oscuramente esclerotizados, la lámina pedata (generalmente) glabra, los soros submarginales continuos y los esporangios largamente pedicelados. La mayoría de sus especies son neotropicales con el centro de diversificación del género en el sudeste de Brasil. El género fue monografiado por Tryon (1942), quien reconoció dos secciones: la sect. Lytoneuron Klotzsch, con las escamas del rizoma largamente lineares, dos haces vasculares en la base del pecíolo y las nervaduras libres, y la sect. Doryopteris con las escamas del rizoma estrechamente lanceoladas a lanceolado-ovadas, un haz vascular en la base del pecíolo y las nervaduras areoladas.

## Distribución
Se encuentra en los Neotrópicos, India, Malasia, África, Madagascar, Australia, Islas del Pacífico del Sur.

## Taxonomía
Doryopteris fue descrito por John Smith (botánico) y publicado en Journal of Botany, being a second series of the Botanical Miscellany 3: 404–405. 1841. La especie tipo es: Doryopteris palmata (Willd.) J. Sm.

## Especies aceptadas
A continuación se brinda un listado de las especies del género Doryopteris aceptadas hasta abril de 2012, ordenadas alfabéticamente. Para cada una se indica el nombre binomial seguido del autor, abreviado según las convenciones y usos.
| - Doryopteris acutiloba Diels - Doryopteris collina (Raddi) J. Sm. - Doryopteris concolor (Langsd. & Fisch.) Kuhn - Doryopteris conformis K.U. Kramer & R.M. Tryon - Doryopteris cordifolia (Baker) Diels - Doryopteris crenulans (Fée) H. Christ - Doryopteris cyclophylla A.R. Sm. - Doryopteris davidsei A.R. Sm. - Doryopteris kirkii (Hook.) Alston - Doryopteris kitchingii (Baker) Bonap. - Doryopteris latiloba C. Chr. - Doryopteris lomariacea Kl. - Doryopteris lorentzii (Hieron.) Diels - Doryopteris ludens (Wall. ex Hook.) J. Sm. | - Doryopteris majestosa Yesilyurt, Jovita Cislinski - Doryopteris multipartita (Fée) Sehnem - Doryopteris nobilis (T. Moore) C. Chr. - Doryopteris ornithopus (Mett.) J. Sm. - Doryopteris palmata (Willd.) J. Sm. - Doryopteris paradoxa (Fée) C. Chr. - Doryopteris pedata (L.) Fée - Doryopteris pedatoides (Desv.) Kuhn - Doryopteris pentagona Pic. Serm. - Doryopteris pilosa (Poir.) Kuhn - Doryopteris rediviva Fée - Doryopteris sagittifolia J. Sm. - Doryopteris stierii Rosenst. - Doryopteris triphylla (Lam.) Christ |